# Plectris corvicoana
Plectris corvicoana är en skalbaggsart som beskrevs av Moser 1919. Plectris corvicoana ingår i släktet Plectris och familjen Melolonthidae. Inga underarter finns listade i Catalogue of Life.